# Præcisionsorientering
Præcisionsorientering (PRÆ-O) er en af fire discipliner i international orientering. De andre er fod-orientering (FOD-O) mountainbike-orientering (MTBO) og ski-orientering (SKI-O). Den internationale betegnelse for PRÆ-O er ’trail orienteering’ (TRAIL-O). Denne artikel har fokus på PRÆ-O.

## PRÆ-O kort fortalt
PRÆ-O er en sport, der involverer kort- og terrænfortolkning. Deltagerne får i forbindelse med starten af et PRÆ-O-løb udleveret et orienteringskort.  På kortet er der indtegnet start, mål og et antal poster. Posterne er indtegnet på kortet med en cirkel som ved orienteringsbaner i FOD-O og MTBO. 
Sammen med kortet får deltagerne også en seddel med postbeskrivelser, hvor de enkelte posters nøjagtige placeringer i terrænet er beskrevet. Af sedlen fremgår det også hvor mange o-skærme, der i alt er opsat ved hver post. Eksempelvis betyder A-C, at der i alt er opsat tre o-skærme. Herudover får deltageren et kontrolkort, der skal bruges til klipning af poster undervejs på banen.
Deltagerne skal selv vælge ruten til de enkelte poster, der skal tages i den rigtige rækkefølge. Posterne – i form af trefløjede hvid/orange orienterings-skærme (o-skærme) – er placeret i terrænet. I Danmark er der alt efter banens sværhedsgrad placeret op til fem o-skærme. Skærmene benævnes A-B-C-D-E fra venstre mod højre.
Udfordringen Ved hjælp af kortlæsning, postbeskrivelsen og evt. brug af kompas skal deltageren afgøre hvilken af o-skærmene i terrænet, der er placeret korrekt i forhold til den på kortet indtegnede post.  Når deltageren har truffet sit valg, markeres det med et klip i det felt på kontrolkortet, der passer med postnummer og bogstav.
På banen er der én eller flere poster, hvor deltagerne på tid skal afgøre, hvilken post der er korrekt placeret, således er det ved pointlighed er tiden herfra, der er afgørende for placeringen i konkurrencen. Disse poster kaldes tidskontroller. Ved en tidskontrol får deltagerne udleveret et kortudsnit med postcirkel og postbeskrivelse, som skal bruges ved opgavebesvarelsen. Deltagerne, der skal sidde på en stol og løse opgaverne, får først lov at se kortet når tidtagningen starter. O-skærmenes placering i terrænet udpeges af postkontrollanten inden kortet udleveres til deltageren. Kontrollanten udleverer kortet retvendt med postbeskrivelsen samtidig med at stopuret bliver startet. Når deltageren har svaret, hvilken post pågældende mener er den rigtige, stopper kontrollanten uret igen.
Terræn I PRÆ-O er banen lagt på let fremkommelige veje og stier, hvor deltagerne også kan komme frem i kørestol. Deltagerne skal ikke hen til posterne som i MTBO og FOD-O, da opgaven skal løses fra stierne. Tiden deltagerne bruger til at bevæge sig rundt på banen er ikke en konkurrenceparameter – der er dog indlagt en samlet øvre tid, som deltagerne maksimalt må bruge på hele banen. 
Deltagere PRÆ-O er udviklet med henblik på at tilbyde alle, også personer med begrænset mobilitet, en mulighed for at deltage i en konkurrence i orientering sammen med andre, der ikke i væsentlig grad er udfordret fysisk. Bevægelsesmåden kan derfor være såvel til fods som i kørestol (manuel/elektrisk) eller på cykel (trehjulet eller håndcykel). Det er ikke tilladt at benytte et køretøj med forbrændingsmotor eller et batteridrevet køretøj, der er beregnet til mere end én person. Der kan, hvis det er nødvendigt, gives fysisk assistance til dem, der er i hånddrevne kørestole. 
Der konkurreres på tværs af alder og køn, og der er kun klasseinddeling efter banens sværhedsgrad.

## Organisation
Nationalt I Danmark er orienteringssporten hovedsagelig organiseret i Dansk Orienterings-Forbund (DOF), der er tilknyttet Danmarks Idrætsforbund (DIF). 
DOF står for afvikling af danmarksmesterskaberne (DM) i såvel PRÆ-O, FOD-O som MTBO. I 2019 afholdt Silkeborg OK det første (uofficielle) danske mesterskab i PRÆ-O.
Internationalt er orienteringssporten tilknyttet Det Internationale Orienteringsforbund (på engelsk: International Orienteering Federation (IOF)). IOF har nedsat en række kommissioner, der udstikker retningslinjer for de forskellige typer af orientering. Herunder styrer IOF verdensranglisten, 
udstikker retningslinjer for afholdelse af verdensmesterskaber (VM) og World Cup.
På basis af det internationale reglement for ’TrailO’ har udvalget for Præcisions-Orientering beskrevet PRÆ-O i Danmark.

## Discipliner
I PRÆ-O er der tre discipliner: Klassisk præcisionsorientering (PreO), tempoorientering (TempO) og stafet. Disse er beskrevet nærmere nedenfor. Herudover afholdes der undertiden også PRÆ-O om natten.

### Klassisk præcisionsorientering (PreO)
Opgaven for deltagerne i PreO er at afgøre hvilken af flere o-skærme, der er korrekt placeret – altså den post, der er indtegnet på kortet og som fremgår af postdefinitionen. 
Ved hver post er der på stien placeret en sigtepind. På sigtepinden er der opsat et skilt, der angiver postnummer (og klasse). Ved sigtepinden er alle o-skærme synlige, og deres indbyrdes placering skal være tydelig. O-skærmen længst til venstre betegnes skærm ’A’, så følger ’B’, ’C’ osv. Sigtepindens placering er ikke indtegnet på kortet. Det er tilladt at bevæge sig frem og tilbage på stien for at få et overblik over terrænet og løse opgaven – deltagerne må ikke bevæge sig ind i terrænet.
Når deltageren har valgt, hvilken o-skærm, der er den rigtige, markerer vedkommende dette på kontrolkortet med en stiftklemme, som deltageren medbringer. Bogstavet ’Z’ på kontrolkortet står for ’Zero’. Den rubrik markerer deltageren i, hvis posten er falsk, dvs. at ingen af de anbragte o-skærme er placeret korrekt i terrænet. I Danmark er der kun falske poster på elitebaner.
Ved konkurrencer er der ud over posterne, der er indtegnet på kortet, også indlagt en eller flere tidskontroller med tre opgaver hvert sted. I Danmark er der placeret 2-6 o-skærme ved hver opgave. Der udleveres ét kort for hver opgave, når den er løst, får deltageren et nyt kort.
Ved tidskontrollerne må deltageren ikke flytte sig fra sigtepunktet, og der må ikke være indlagt z-svar ved tidskontrollerne. Tidskontrollerne vil som regel være indlagt inden starten på banen eller efter mål. Hvis tidskontrollerne er indlagt undervejs på banen, regnes den tid, der går med at vente på at tage tidskontrollen ikke med i banens maximumstid
Resultat Når deltageren kommer i mål, bliver antallet af rigtige poster talt sammen. For hver rigtigt svar får deltageren ét point. Det betyder ikke noget hvor lang tid deltageren er om at gennemføre banen. Der er dog en maximal tid, som hele banen skal være gennemført på – hvis denne overskrides fratrækkes der point. 
Den korrigerede tid fra tidskontrollerne bliver herefter beregnet: Tidsforbruget til opgaveløsningen ved tidskontrollerne inklusive straftid ved et for langt tidsforbrug eller forkert svar. Hvis deltageren i løbet af højst 30 sekunder har givet et korrekt svar, registreres den forbrugte tid til opgavebesvarelsen. Hvis deltageren derimod har givet et forkert svar på en post, bliver der lagt en straf på 60 sekunder oveni den forbrugte tid til besvarelsen. Hvis deltageren ikke har givet noget svar inden for 30 sekunder, bliver den samlede tid angivet til 90 sekunder. Herudfra bliver den korrigerede samlede tid ved tidskontrollerne beregnet. I Danmark må deltagerne bruge 60 sekunder til at svare.
Den deltager, der har flest rigtige svar på opgaverne og har det mindste korrigerede, tidsforbrug ved tidskontrollerne, har vundet. 

### Tempoorientering (TempO)
TempO består udelukkende af tidskontroller. Hver bane har 4-6 stationer. Ved hver station er der mindst fire opgaver. Deltagerne sidder på en stol, og derfra skal de hurtigst muligt løse opgaverne. Svaret afgives enten mundtligt eller ved brug af en pegeplade. 
Ved TempO udleveres alle opgaver samtidig (de er hæftet sammen, så deltageren kan bladre i dem). Tiden stoppes når alle opgaver er løst. Ved hver station er det maksimale tidsforbrug 30 sekunder gange antallet af opgaver. Der er ikke nogen maksimal tid for den samlede bane i TempO.  
Resultat Det korrigerede samlede tidsforbrug på stationerne beregnes. Ved hvert forkert svar bliver der tillagt en straftid på 30 sekunder. Den deltager, der har den hurtigste, korrigerede samlede tid vinder.

### Stafet
Stafet er en kombination af PreO og TempO. Der er tre deltagere på hvert hold. De første deltagere fra hvert hold starter i en massestart. I stafet er der angivet et samlet maksimalt tidsforbrug for holdet, dette kan deltagerne på holdet frit fordele imellem sig.
Resultat I stafet bliver der beregnet en korrigeret tid for hver deltager. Den består af summen af tre dele: 1) Det samlede tidsforbrug ved TempO-delen, 2) 30 sekunders straf for hvert forkert svar ved tidskontrollerne (TempO-delen) og 3) 60 sekunders straf ved hvert forkert svar i PreO-delen. Herudover kan holdet også få 60 sekunders straf ved overskridelse af det maksimale tidsforbrug i PreO-delen. 
De tre deltageres korrigerede tidsforbrug lægges sammen for at give holdets samlede tidsforbrug. Det hold, der har den hurtigste, korrigerede samlede tid vinder.

## Klasser
I PRÆ-O konkurreres der i to klasser: 
- En åben klasse (forkortet O-klasse eller Open) for alle
- En ’paralympisk’ klasse (forkortet P-klasse eller Para-klasse), der er for deltagere med en varig og så betydelig fysisk funktionsnedsættelse, at de ikke kan deltage på nogenlunde lige vilkår med dem, der ikke er funktionshæmmede i væsentlig grad.

I den individuelle PreO-konkurrence og stafetten er der både en åben og en Para-klasse. I TempO-konkurrencen er der én åben klasse.

## Kort
Størrelsesforholdet på kortene ved PRÆ-O er sædvanligvis 1:5.000, 1:4.000 eller 1:3.000. Alle kort skal have den samme målestoksforhold i en konkurrence. Ved kort, hvor størrelsesforholdet fx er 1:4.000, er det ensbetydende med, at 1 cm på kortet er lig med 40 meter i terrænet. 
I TempO og ved tidskontrollerne i PreO skal kortene have form som en cirkel med en diameter på 5-12 cm eller et kvadrat med sider, der måler 5-12 cm.

## Konkurrencer

### Historie
PRÆ-O blev anerkendt som en officiel disciplin af IOF i 1992. Den første World Cup i PRÆ-O blev afholdt i 1999 i Inverness i Skotland.
Verdensmesterskabet: I 2004 blev World Cuppen afløst af et VM i PRÆ-O, der blev afholdt i Västerås i Sverige. Herefter har der været afholdt VM i PRÆ-O hvert år indtil i dag (2023) – bortset fra i 2020 og 2022. Fra 2023 vil VM blive arrangeret hver andet år.
Europamesterskabet: I PRÆ-O er europamesterskabet (EM) blevet afholdt fra 2008. Det første EM i PRÆ-O blev afholdt ved den lettiske by Ventspils. Siden har der været afholdt EM i PRÆ-O hvert andet år – bortset fra i 2020.
De Nordiske mesterskaber: I PRÆ-O har der været afholdt Nordisk Mesterskab (NM) i årene 2019, 2021, 2022 og senest i 2023, hvor det blev afholdt i Danmark.
Forløberen for De Nordiske Mesterskaber var ’De Nordiske Landskampe’, hvor Silkeborg Orienteringsklub i 2018 havde værtsskabet. 

### Medaljer ved internationale mesterskaber
Danske deltagere ved VM og EM i PRÆ-O har vundet flere medaljer. 
VM I 2013 vandt et dansk hold bronze i ’PreO Team Open’ (PreO Team var forløberen for Stafet, der i 2016 blev den nye disciplin i hold-konkurrencer). Søren Saxtorph, der var på holdet, har derudover vundet fire medaljer i PreO ’Para-klassen’ i perioden 2010-2015. Resultaterne fremgår af nedenstående oversigt fordelt på årstal, medaljens karat, sted (by og land) for konkurrencen, disciplin, navn(e) og referencer.
| Medaljer og danske medaljetagere ved VM i præcisionsorientering fordelt på år, sted og disciplin | Medaljer og danske medaljetagere ved VM i præcisionsorientering fordelt på år, sted og disciplin | Medaljer og danske medaljetagere ved VM i præcisionsorientering fordelt på år, sted og disciplin | Medaljer og danske medaljetagere ved VM i præcisionsorientering fordelt på år, sted og disciplin | Medaljer og danske medaljetagere ved VM i præcisionsorientering fordelt på år, sted og disciplin | Medaljer og danske medaljetagere ved VM i præcisionsorientering fordelt på år, sted og disciplin |
| År                                                                                               | Medalje (karat)                                                                                  | Sted (by, land)                                                                                  | Disciplin                                                                                        | Navn(e)                                                                                          | Reference                                                                                        |
| ------------------------------------------------------------------------------------------------ | ------------------------------------------------------------------------------------------------ | ------------------------------------------------------------------------------------------------ | ------------------------------------------------------------------------------------------------ | ------------------------------------------------------------------------------------------------ | ------------------------------------------------------------------------------------------------ |
| 2015                                                                                             | Bronze                                                                                           | Zagreb, Kroatien                                                                                 | PreO Para                                                                                        | Søren Saxtorph                                                                                   | [ 22 ]                                                                                           |
| 2013                                                                                             | Bronze                                                                                           | Vuokatti, Finland                                                                                | PreO Para                                                                                        | Søren Saxtorph                                                                                   | [ 23 ]                                                                                           |
| 2013                                                                                             | Bronze                                                                                           | Vuokatti, Finland                                                                                | PreO Team Open                                                                                   | Søren Saxtorph Maria Krog Schulz Vibeke Vogelius                                                 | [ 23 ]                                                                                           |
| 2011                                                                                             | Sølv                                                                                             | Savoie, Frankrig                                                                                 | PreO Para                                                                                        | Søren Saxtorph                                                                                   | [ 24 ]                                                                                           |
| 2010                                                                                             | Bronze                                                                                           | Trondhjem, Norge                                                                                 | PreO Para                                                                                        | Søren Saxtorph                                                                                   | [ 25 ]                                                                                           |

EM Ved EM i Finland i 2022 vandt Tobias Biering bronze i PreO 'Open'. Samme år vandt han sammen med et dansk hold sølv i stafet 'Open'.  Resultaterne fremgår af nedenstående oversigt fordelt på årstal, medaljens karat, sted (by og land) for konkurrencen, disciplin, navn(e) og referencer.
| Medaljer og danske medaljetagere ved EM i præcisionsorientering fordelt på år, sted og disciplin | Medaljer og danske medaljetagere ved EM i præcisionsorientering fordelt på år, sted og disciplin | Medaljer og danske medaljetagere ved EM i præcisionsorientering fordelt på år, sted og disciplin | Medaljer og danske medaljetagere ved EM i præcisionsorientering fordelt på år, sted og disciplin | Medaljer og danske medaljetagere ved EM i præcisionsorientering fordelt på år, sted og disciplin | Medaljer og danske medaljetagere ved EM i præcisionsorientering fordelt på år, sted og disciplin |
| År                                                                                               | Medalje (karat)                                                                                  | Sted (by, land)                                                                                  | Disciplin                                                                                        | Navn(e)                                                                                          | Reference                                                                                        |
| ------------------------------------------------------------------------------------------------ | ------------------------------------------------------------------------------------------------ | ------------------------------------------------------------------------------------------------ | ------------------------------------------------------------------------------------------------ | ------------------------------------------------------------------------------------------------ | ------------------------------------------------------------------------------------------------ |
| 2022                                                                                             | Bronze                                                                                           | Lohja, Finland                                                                                   | PreO Open                                                                                        | Tobias Biering                                                                                   | [ 26 ]                                                                                           |
| 2022                                                                                             | Sølv                                                                                             | Lohja, Finland                                                                                   | Stafet Open                                                                                      | Tobias Biering Maria Krog Schulz Johanne Biering                                                 | [ 27 ]                                                                                           |

## Variant af PRÆ-O
Der er også en virtuel version af PRÆ-O kaldet ’E-TrailO’, der kan gennemføres fra en PC. Både PreO og TempO kan præsenteres virtuelt ved hjælp af fotografier af terræner med rigtige eller computergenererede flag sammen med kortudsnit i målestoksforholdet 1:3.000 eller 1:4.000.